# Le Theil (Orne)
Pour les articles homonymes, voir Le Theil.
Le Theil (ou Le Theil-sur-Huisne) est une ancienne commune française, située dans le département de l'Orne en région Normandie, devenue le 1er janvier 2016 une commune déléguée au sein de la commune nouvelle de Val-au-Perche.

## Géographie

### Localisation
Les communes limitrophes sont L'Hermitière et Avezé.
| Gémages                    | L'Hermitière   | La Rouge |
| Saint-Germain-de-la-Coudre | du Theil       | Mâle     |
| Saint-Germain-de-la-Coudre | Avezé (Sarthe) | Ceton    |

## Urbanisme

### Voies de communication et transports
La gare du Theil - La Rouge, située sur la ligne de Paris-Montparnasse à Brest, est desservie par des trains du réseau TER Pays de la Loire circulant entre Nogent-le-Rotrou, Chartres et Le Mans. La gare est desservie par 7 allers-retours par jour en semaine. Au-delà de Nogent-le-Rotrou, 1 aller-retour appartenant alors à partir de cette gare au réseau TER Centre-Val de Loire est prolongé ou amorcé en gare de Chartres. La gare est également desservie par un train circulant entre Paris-Montparnasse et Le Mans.

## Toponymie
Le toponyme est issu de l'ancien français teil, « tilleul », du latin tilia,.
Le nom de Le Theil-sur-Huisne n'a pas de caractère officiel.
Le gentilé est Theillois,.

## Histoire
On trouvera quelques bribes de l'histoire féodale du Theil (ou Thil) en Perche à l'article Rémalard.

### Moyen Âge
L'église Notre-Dame-de-l'Assomption livre un peu d'histoire par une plaque posée à droite du portail sur le mur. En 1424, Salisbury assiège Le Theil, cité « considérable » avec sa forteresse et, en son centre, le village et l'église  Santa Maria de Tillio. Les défenseurs sont décimés, forteresse, village et église rasés. Jean II de Valois, seigneur du Theil, le « gentil duc » de la Pucelle, doit attendre le départ de l'Anglais pour reconstruire cette église en 1449, probablement avec les matériaux de l'ancienne Santa Maria romane. Au-dessus du portail roman récupéré, à double archivolte décorée d'un tore de dents de scie et de billettes, elle présente un vitrail dans sa fenêtre flamboyante. Des fenêtres gothiques éclairent la tour carrée du clocher coiffée d'une flèche effilée.

### Révolution française et Empire
L'église fait fonction de salpêtrière durant la Révolution. Notre-Dame vit ses cloches fondues, sauf une, pour l'armement. Elle a été largement remaniée dans le courant du XIXe siècle.

### Époque contemporaine
À l'automne 1919, l'affaire Augustine Touillet se déroule dans un hôtel du Theil[C'est-à-dire ?], jugée à la cour d'assises de l'Orne le 13 mai 1920.
En 1919, l'usine Abadie, créée en 1866 par Joseph-Bertrand Abadie pour produire le papier à cigarette sans colle qu'il avait imaginé, employait 190 salariés et produisait, à l'époque de sa prospérité, de 700 à 900 000 tonnes de ces papiers chaque année.
En juillet 2015, les conseils municipaux de six des dix communes de la communauté de communes du Val d'Huisne ont délibéré pour demander leur fusion en une commune nouvelle : Gémages, L'Hermitière, Mâle, La Rouge, Saint-Agnan-sur-Erre et Le Theil, afin de former une nouvelle collectivité territoriale d'environ 3 800 habitants, la moitié de la population de l'intercommunalité. La fusion est devenue effective le 1er janvier 2016 par un arrêté préfectoral du 2 octobre 2015.

## Politique et administration

### Rattachements administratifs et électoraux

#### Rattachements administratifs
Avant la fusion de 2016, Le Theil se trouvait dans l'arrondissement de Mortagne-au-Perche du département de l'Orne.
Elle était depuis 1801 le chef-lieu du canton du Theil. Dans le cadre du redécoupage cantonal de 2014 en France, cette circonscription administrative territoriale a disparu, et le canton n'est plus qu'une circonscription électorale. Dans le cadre du redécoupage cantonal de 2014 en France, elle a été intégrée au  canton de Ceton
Pour l'élection des députés, elle faisait partie de la deuxième circonscription de l'Orne.

### Intercommunalité
Le Theil était le siège de la communauté de communes du Val d'Huisne, un établissement public de coopération intercommunale (EPCI) à fiscalité propre créé fin 1994 et auquel la commune avait transféré un certain nombre de ses compétences, dans les conditions déterminées par le code général des collectivités territoriales.

### Administration municipale
Avant la fusion de 2016, et compte tenu de la population du Theil, son conseil municipal était composé de dix-neuf membres dont le maire et ses adjoints

### Liste des maires
| Période                                  | Période       | Identité                         | Étiquette | Qualité                          |
| ---------------------------------------- | ------------- | -------------------------------- | --------- | -------------------------------- |
| Les données manquantes sont à compléter. |               |                                  |           |                                  |
|                                          |               |                                  |           |                                  |
|                                          | 1810          | Philippe Lebray                  |           |                                  |
|                                          |               |                                  |           |                                  |
|                                          | 1825          | Julien Tolet                     |           |                                  |
| 1825                                     |               | J. Hee                           |           |                                  |
| 1833                                     | 1844          | Delon                            |           |                                  |
| 1844                                     | 1851          | Marie Renoud                     |           |                                  |
| 1851                                     | 1860          | Pierre Poussin                   |           |                                  |
| 1860                                     | 1861          | Jean-Baptiste Verdet             |           |                                  |
| 1861                                     | 1868          | Pierre Poussin                   |           |                                  |
| 1868                                     | 1871          | Charles Gouhier                  |           |                                  |
| 1871                                     | 1876          | Egbert Abadie                    |           |                                  |
| 1876                                     | 1878          | Justin Dourdoigne                |           |                                  |
| 1878                                     | 1882          | Joseph Nestor Hippolyte Vaucourt |           | Notaire                          |
| 1882                                     | 1884          | Justin Dourdoigne                |           |                                  |
| 1884                                     | 1914          | Egbert Abadie                    |           |                                  |
| 1914                                     | 1919          | Michel Abadie                    |           |                                  |
| 1919                                     | 1925          | Eugène Aveline                   |           |                                  |
| 1925                                     | 1942          | Armand Delon                     |           |                                  |
| 1942                                     | 1944          | Jean Marquet                     |           |                                  |
| 1944                                     | 1959          | Louis Hatry                      |           |                                  |
| 1959                                     | 1965          | Jean Beaudoux                    |           |                                  |
| 1965                                     | 1971          | Michel Touchard                  |           | Cadre chez Lebranchu             |
| 1971                                     | mars 2001     | André Barbet                     |           | Agent des Ponts et chaussées     |
| mars 2001                                | décembre 2015 | Jacques Käser,                   | SE        | Professeur d’Histoire-géographie |

## Équipements et services publics
.

## Population et société

### Démographie
En 2021, la commune comptait 1 603 habitants. Depuis 2004, les enquêtes de recensement dans les communes de moins de 10 000 habitants ont lieu tous les cinq ans (en 2006, 2011, 2016, etc. pour Le Theil) et les chiffres de population municipale légale des autres années sont des estimations.
Le Theil  a compté jusqu'à 1 919 habitants en 1999.
| 1793 | 1800 | 1806 | 1821 | 1836 | 1841 | 1846 | 1851 | 1856 |
| ---- | ---- | ---- | ---- | ---- | ---- | ---- | ---- | ---- |
| 615  | 648  | 734  | 720  | 874  | 860  | 809  | 763  | 759  |

| 1861 | 1866 | 1872  | 1876  | 1881  | 1886  | 1891  | 1896  | 1901  |
| ---- | ---- | ----- | ----- | ----- | ----- | ----- | ----- | ----- |
| 867  | 835  | 1 031 | 1 051 | 1 079 | 1 118 | 1 099 | 1 075 | 1 012 |

| 1906 | 1911 | 1921 | 1926 | 1931 | 1936 | 1946  | 1954 | 1962  |
| ---- | ---- | ---- | ---- | ---- | ---- | ----- | ---- | ----- |
| 991  | 994  | 952  | 930  | 960  | 993  | 1 009 | 925  | 1 066 |

| 1968  | 1975  | 1982  | 1990  | 1999  | 2006  | 2011  | 2016  | 2020  |
| ----- | ----- | ----- | ----- | ----- | ----- | ----- | ----- | ----- |
| 1 207 | 1 465 | 1 597 | 1 836 | 1 919 | 1 913 | 1 816 | 1 725 | 1 620 |

### Sports et loisirs
L'Union sportive Theilloise fait évoluer une équipe de football en division de district.

## Économie
Plusieurs usines font du Theil une des communes les plus industrielles de l'Orne.
En 2008, on comptait notamment Augros (emballage de flacons de parfum, 150 salariés), l'usine de métallisation sous vide MSV, l'usine Sofedit (filiale de l'industrie automobile, 1 000 salariés) et SCA Hygiene Products (fabrication d'articles en papier à usage sanitaire ou domestique).

## Culture locale et patrimoine

### Lieux et monuments
- L'église Notre-Dame, inscrite au titre des Monuments historiques depuis le 24 mars 1975[22]. Les vantaux des portes de la sacristie sont classées à titre d'objets aux Monuments historiques[23].
- L'Usine Abadie, qui fabriquait de 1866 à 1975 du papier à cigurette. Elle a créé des cités ouvrières[24]. Une étude a été lancée en 2025 pour étudier la possibilité de sauvegarder ces bâtiments industriels emblématiques du XIXe siècle[10].

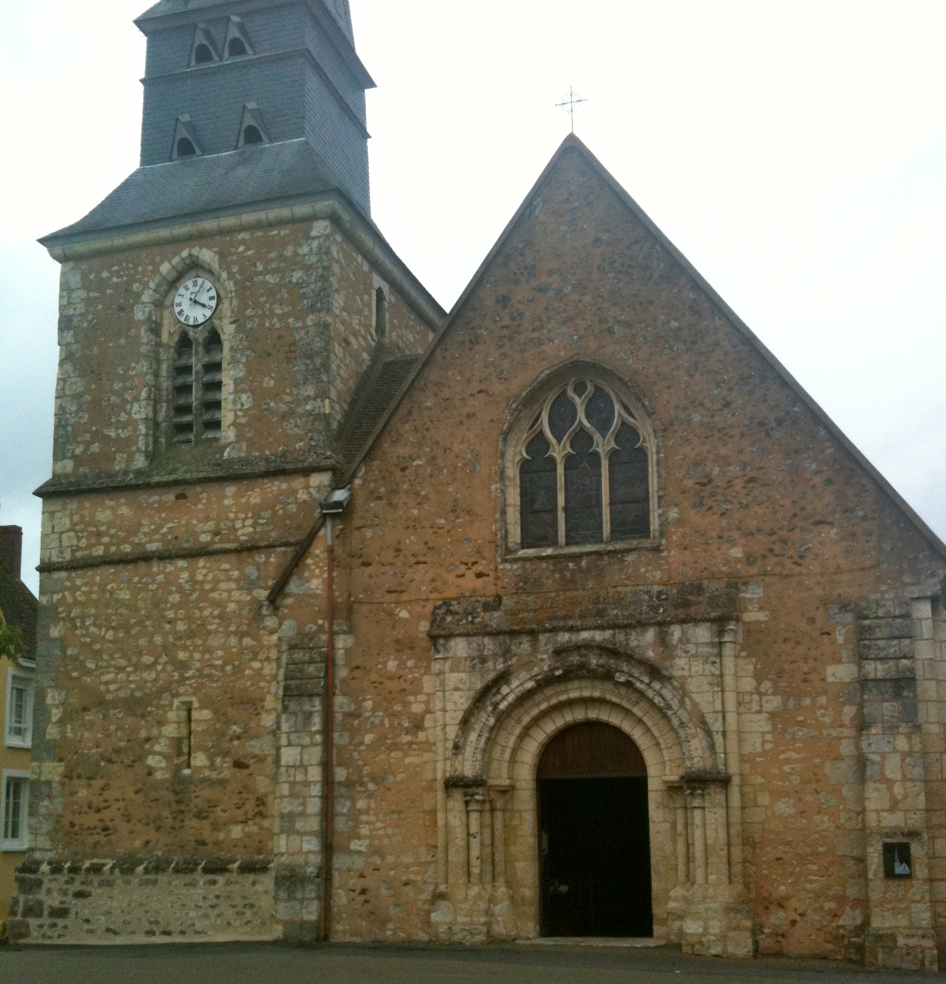
La façade de l'église Notre-Dame vue de la place du Marché.
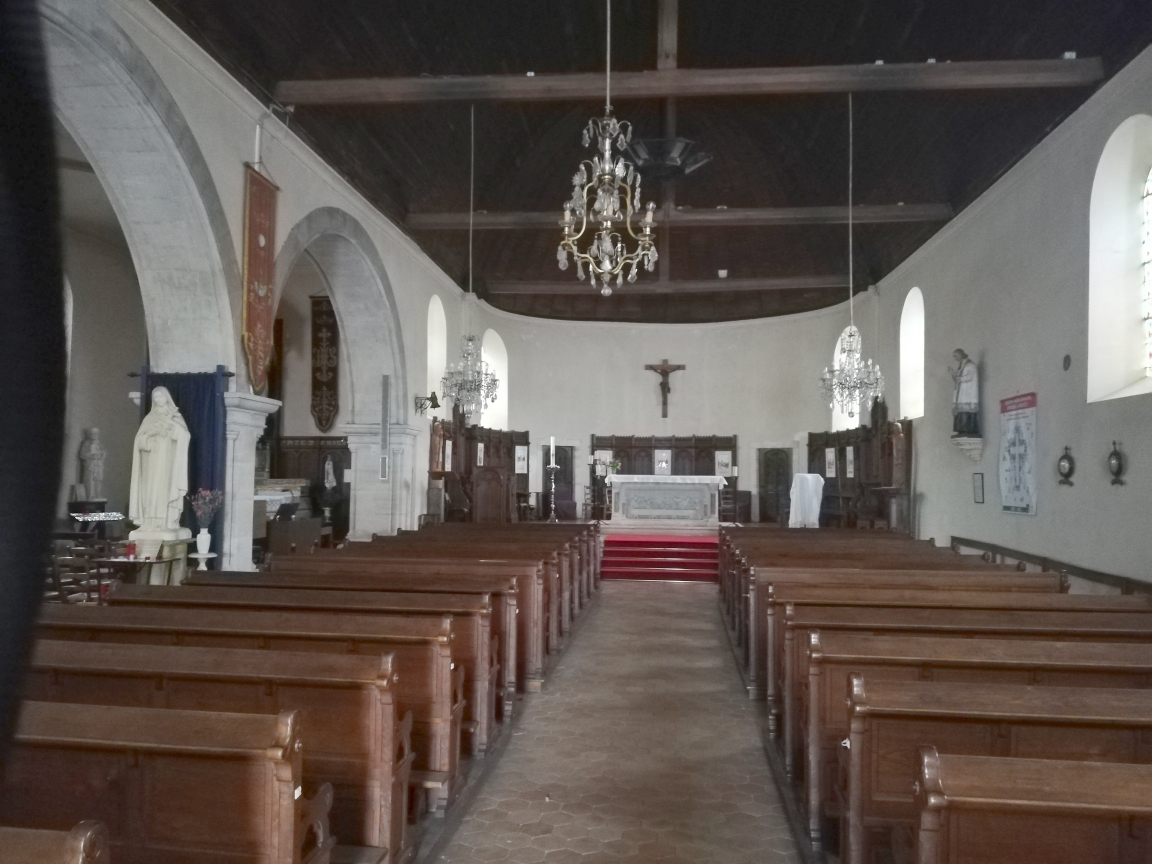
L'intérieur de l'église.
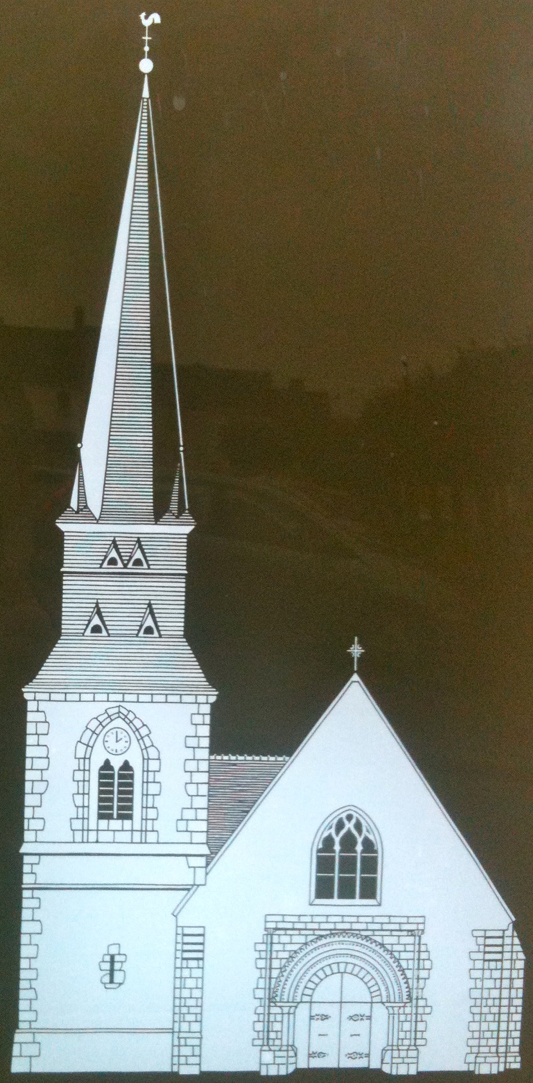
Dessin de l'église présenté en façade.

### Héraldique
| Blason de Le Theil (Orne) | Blason  | Coupé : au premier d’or au tilleul de sinople, au second de gueules à la roue dentée d’or.                                              |
| Blason de Le Theil (Orne) | Détails | Autre blason (1967), D'or au tilleul terrassé de sinople; au chef d'azur chargé d'une roue de moulin d'argent à quatre rais en sautoir. |

## Pour approfondir